# 이승현 (사업가)
이승현은 1958년생 사업가로서 현재 인팩코리아 대표이사이다.

## 정계 입문
2021년 1월 12일, 국민의힘의 서울시장 후보로 영입된다는 쿠키뉴스의  보관됨 2021-11-01 - 웨이백 머신 보도가 나왔다. 실제로 이승현의 블로그에 들어가면 배경이미지로 국민의힘의 배경 이미지와 99% 비슷한 디자인이 되어있다.
2021년 1월 26일 1차 예비경선후보에 들었으나 2021년 2월 5일 2차 예비경선후보에 들지 못해 최종 탈락하였다.

## 이력
- 고려대학교 경영전문대학원 경영학 석사
- 現) 인팩코리아 대표이사
- 現) 한국무역협회 부회장
- 現) 한미동맹재단 부회장
- 現) 국민의힘 중앙선대위 CEO 지원본부장
- 現) 대한불교 조계종 총본산 조계사 신도회장
- 前) 삼성전자 일본 주재원
- 前) JAE 코리아 대표이사
- 前) 한국외국기업협회 회장
- 前) 서울특별시 외국인투자 자문회의 위원

## 수상 경력
- 2021 TV조선 경영대상 인팩코리아
- 2021 대한민국 신뢰받는 혁신대상 기술혁신 대상_인팩코리아
- 2019 조선일보 최고경영대상 리더십경영부문
- 2019 매일경제 대한민국 글로벌리더
- 2020 매일경제 대한민국 글로벌리더
- 2020 한국상업교육학회 최고경영대상
- 2020 조선일보 올해의 일자리대상 청년고용부문 (인팩코리아)
- 2019 조선일보 최고경영대상 리더십경영부문
- 2019 중앙일보 대한민국 CEO 리더십 대상
- 2018 중앙일보 대한민국 CEO 리더십 대상 글로벌경영부문
- 2018 매일경제 대한민국 글로벌리더
- 2016 자랑스런 한국인 대상 기술혁신부문
- 2016 자랑스런 FORCA인 대상

## 저서
이승현을 아시나요?2021.08.16
- 삼성TV를 세계 1등으로 만든 주역으로 평가받고 있으며, 2021년 제28대 서울특별시장 국민의힘당 후보로 나섰던 이승현의 자서전이 출간되었다. 저자는 거북선을 만들겠다는 어린 시절의 꿈을 안고 있던 소년 시절을 지나 학업을 마친 후 조선소에서 설계를 맡아 그 꿈을 이어갔으며, 삼성전자에서 일본 주재원으로 활동하며 전자상거래를 통해 일본 업체들을 제압하고 도약하는 데 주역을 맡아왔다. 본사로 자리를 옮겨 LCD TV 사업화를 책임지는 업무를 주도하며 세계 1등 TV를 만들어내는 계기를 마련하는 등 기업 활동에 전념해온 저자의 일대기를 통해 불굴의 의지를 가진 한 사람의 삶과 비전을 만날 수 있다. 한국외국기업협회 회장과 서울시 외국투자 자문회의 위원을 맡으며 해외 무역과 기업 투자 환경 및 청년 일자리를 만드는 데 큰 역할을 하기도 했다. 급기야 오랜 기업 활동의 경험과 사회를 바라보는 예리한 철학이 충만한 시기에 이르러 바른 세계를 만들고자 정치 활동에 뜻을 펴고 있다. 서울특별시장 후보로 나서면서 서울시 균형 발전의 구조적 기초를 마련하는 등 다양한 정책을 내놓고 있다. 부푼 꿈을 안고 있던 어린 시절부터 오랜 기업 활동의 치열한 현장을 지나 공정하고 행복한 세상을 이루고자 하는 원대한 희망이 이 한 권에 고스란히 담겨 있다.

## 특이사항
이승현 대표는 한국외국기업협회(FORCA)의 회장직을 맡았으며, 한국 투자 유치 활동에도 적극적으로 나서는 등 국가 경제 발전에 크게 기여하고 있다. 이 대표는 1980년대 삼성그룹에 입사하여 기획관리 업무를 경험하고 1990년대 초 일본에서 주재원으로 파견 근무했다. 2000년대 초, 액정(LCD) 강국이었던 일본에서 전자상거래를 통해 한국산 삼성 액정 제품을 판매하여 일본 산업계를 놀라게 한 바 있다.이후 귀국하여 한국산 삼성 TV를 세계 1등 TV로 성장시키는 데 주역이 되었다.